# Abram Rabinovich
Abram Rabinovich (Rabinowitsch, Rabinovitch, Rabinovitz, Rabinowicz, Rabinovici) (nacido en 1878 – muerto el 7 de noviembre de 1943, en Moscú) fue un jugador de ajedrez judío nacido en Vilna (por entonces Imperio ruso, actualmente Lituania).

## Resultados destacados en competición
El 1903, empató en los lugares 11.º-12.º en Kiev (3.º Campeonato de Ajedrez de Rusia, donde el campeón fue Mijaíl Chigorin). En 1908, fue 19.º en Praga (campeones: Oldřich Duras y Carl Schlechter). En 1909, empató en los lugares 2.º-3.º en Vilna (6.º Campeonato de Ajedrez de Rusia; siendo el campeón Akiba Rubinstein). En 1911, empató en los lugares 19.º-21.º en Carlsbad (campeón: Richard Teichmann). En 1912, fue 10.º en el Campeonato Ruso en Vilna (campeón: Alexander Alekhine).
Durante la I Guerra Mundial, se trasladó a Moscú. Allí, en 1916, empató en los lugares 4.º-5.º, en 1918. En 1920 empató en los lugares 5.º-7.º en el primer Campeonato de ajedrez de la Unión Soviética (el campeón fue Alexander Alekhine). En 1922/23 fue 10.º en el campeonato de la ciudad de Moscú. En 1924, fue 12.º en el 3.º Campeonato Soviético, en Moscú (el campeón fue Yefim Bogoliubov). El mismo año fue 10.º en el 5.º Campeonato de ajedrez de la ciudad de Moscú. En 1925, empató en los lugares 9.º-10.º en Leningrado (4.º campeonato soviético; el campeón fue Bogoliubov). En 1925, fue 4.º en Moscú (campeón: Alexander Sergeev). En 1926, ganó el campeonato de Moscú. En 1927, empató en los lugares 7.º-9.º en Moscú (campeón: Nikolai Zubarev). En 1930, volvió a alzarse con el Campeonato de Moscú.

## Partidas destacadas
- Abram Rabinovich vs Alexander Alekhine, Carlsbad 1911, Defensa Caro-Kann, Variante del avance, B12, 1-0
- Alexander Ilyin-Zhenevsky vs Abram Rabinovich, Moscú 1920, 1r URS-ch, Ruy Lopez, Defensa Morphy, Variante Anderssen, C77, 0-1
- Abram Rabinovich vs Sergey von Freymann, Moscú 1924, 3r URS-ch, Apertura Zukertort, Variante holandesa, A04, 1-0